# Idaea lycaugidia
Idaea lycaugidia är en fjärilsart som beskrevs av Louis Beethoven Prout 1932. Idaea lycaugidia ingår i släktet Idaea och familjen mätare. Inga underarter finns listade i Catalogue of Life.